# Argana (Marroc)
Argana (en àrab أرگانة, Argāna; en amazic ⴰⵔⴳⴰⵏⴰ) és una comuna rural de la província de Taroudant, a la regió de Souss-Massa, al Marroc. Segons el cens de 2014 tenia una població total de 4.804 persones.